# برازيكوانتيل
برازيكونتيل (Praziquantel)' دواء مضاد للبلهارسيات والشريطيات، الذي يستخدم منذ العام 1983، هو مادة مضادة للديدان، فعال ضد الدودة الشريطية (Tapeworm) وضد عدة أنواع من الديدان المفلطحة التي تسمى ديدان الامتصاص أو العلق (Hirudinea). يدخل هذا الدواء إلى جسم الدودة فيسبب له فقدان الكالسيوم، مما يؤدي إلى شلل العضلات، تفتت الجلد الخارجي وموت الدودة.

## الاستخدامات الطبية
يستخدم هذا الدواء لعلاج الأمراض في الإنسان والثدييات والأسماك التي تنتج عن العدوى مع عدة أنواع من الجهاز الهضمي / الداخلي، والطفيليات الخارجية، بما في ذلك:
- مرض تسمم سمك السلمون
- مرض العداريات التي تسببها العدوى من الأجهزة المختلفة مع مراحل اليرقات من الديدان الشريطية من جنس  المشوكة
- داء الكيسات المذنبة هو عدوى بالأنسجة تسببها يرقة (الكيسة المذنبة) من الدودة الشريطية التي توجد في لحم الخنزير
- داء البلهارسيات هذا الدواء فعال، بشكل خاص، في معالجة تلوثات الدم الناجمة عن الدودة الماصة (بلهارسيا - Bilharzia)، اذ تقوم يرقات الدودة غير البالغة من المثقوبات باختراق الجلد لتصل إلى الاوعية الدموية.[3]
- داء متفرعات الخصية هي عدوى تسببها ديدان كبدبة، متفرع الخصية الصيني.[4]

يمكن أيضا استخدام البرازيكوانتيل لمعالجة مجموعة متنوعة من الاصابات بالديدان الماصة المختلفة التي تسبب التلوثات في الكبد، الرئتين والامعاء.
من النادر حدوث اثار جانبية حادة من جراء تناول هذا الدواء. ونظرا لان هذا الدواء مشابه كيميائيا للبنزوديازيبينات (Benzodiazepine)، فانه يسبب النوام (Lethargy). للاقراص طعم مر ويجب ابتلاعها كاملة مع سائل.
- الشكل الصيدلاني: اقراص.

## الجرعة
- عدوى الدودة الماصة في الدم: وجبة وحيدة أو 1 - 3 مرات في اليوم (بفارق زمني من 4 - 6 ساعات). عداوى أخرى بالدودة الماصة: 3 مرات في اليوم لمدة 1 - 3 أيام. عدوى الدودة الشريطية: وجبة وحيدة. لمعالجة داء الكيسات المذنبة Cysticercosis): 3) مرات في اليوم لمدة 14 يوما.
- وفقا لوزن جسم المريض ونوع الدودة.
- بداية الفعالية: في غضون ساعة واحدة.
- مدة الفعالية: حوالي 24 ساعة.
- تغذية: لا تقييدات.

### نسيان الجرعة
ينبغي تناول الوجبة المنسية فور تذكرها. إذا كان ينبغي تناول الدواء ثلاث مرات في اليوم، يجب تناوله بفارق 4 ساعات بين الوجبة والاخرى.
- وقف الدواء: يجب استكمال العلاج بكاملة للقضاء على الدودة تماما.

### جرعة زائدة
تناول وجبة زائدة عارضة لا ينبغي ان يثير القلق. ولكن إذا لوحظت اية اعراض خاصة، أو إذا كانت الوجبة الزائدة كبيرة، ينبغي ابلاغ الطبيب.

## تحذيرات
- اثناء الحمل: لدى اعطاء جرعة تزيد حتى 40 ضعفا من الجرعة المقبولة لدى بني البشر لم تظهر اية اصابات في اجنه الحيوانات المخبرية. اعطاء جرعة أكبر بـ 3 اضعاف من الجرعة لدى بني البشر ادى إلى زيادة في حالات الإجهاض لدى الحيوانات. لم يتم تحديد مدى مامونية تناول هذا الدواء اثناء الحمل. يمكن استخدامه عندما تكون هنالك ضرورة ماسة. يجب استشارة الطبيب، يصنف ضمن الفئة (B)
- الرضاعة: الدواء ينتقل إلى حليب الام ومن الممكن ان يؤثر على الطفل. يجب استشاره الطبيب.
- الأطفال والرضع: لا ينصح باستعماله تحت جيل 6 شنوات الا بتوصيه من الطبيب.
- كبار السن: لا توجد مشاكل خاصه.
- السياقة: يجب الامتناع عن السياقة حتى تتضح ماهية تاثير الدواء، حيث من الممكن ان يسبب ضبابية (طمس).
- العملية الجراحية والتخدير: يجب ابلاغ الطبيب الجراح أو الطبيب المخدر عن استعمال هذا الدواء.[5]

## الآثار الجانبية
جميع الأدوية قد تسبب آثارا جانبية، ولكن الكثير من الناس ليس لديهم، أو ثانوية، الآثار الجانبية. استشر طبيبك إذا تحققت أي من هذه الآثار الجانبية الأكثر شيوعا تزال قائمة أو تصبح مزعجة:
- دوخة.
- غيبوبة.
- صداع.
- غثيان.
- ألم في البطن.
- حرارة.
- عرق.
- اسهال.
- حكة.
- طفح جلدي.[6][7]

## التخزين والحفظ
يجب حفظه في حاوية مغلقة في مكان بارد وجاف، بعيدا عن متناول ايدي الأطفال.

## وصلات خارجية
- "praziquantel (Rx) Biltricide". Medscape. WebMD. مؤرشف من الأصل في 2019-10-03. اطلع عليه بتاريخ 2015-11-01.